# Adam Henley
Adam David Henley (ur. 14 czerwca 1994 w Knoxville) – walijski piłkarz występujący na pozycji obrońcy w Chorley FC.